# المنجارة (القفر)

تعديل مصدري - تعديل

المنجارة قرية  تابعة لعزلة بني ساوي بمديرية القفر إحدى مديريات محافظة إب في الجمهورية اليمنية، بلغ تعداد سكانها 450 لعام 2024